# Sternik (stowarzyszenie)
Sternik to stowarzyszenie rodziców, typu non-profit, promujące powstawanie prywatnych placówek edukacyjnych w Polsce.
Przedszkola i szkoły zakładane przez stowarzyszenie Sternik są bezwyznaniowe i otwarte dla wszystkich. Projekt wychowawczy bazuje na chrześcijańskiej wizji człowieka. Na tle innych placówek, szkoły Sternika kładą nacisk na współpracę z rodzicami oraz na rolę rodziny w wychowaniu dzieci.
Sternik prowadzi największe obecnie w Polsce przedszkole, do którego chodzi ponad 300 dzieci. Pod parasolem Sternika działa 30 przedszkoli i szkół (2019).
Placówki Sternika mieszczą się: w Warszawie (szkoła dla chłopców w Międzylesiu, szkoła dla dziewcząt i przedszkole w Józefowie, szkoła dla chłopców w Pruszkowie i szkoła dla dziewcząt i przedszkole w Pruszkowie), w Poznaniu, Szczecinie,  Krakowie jak i w Bydgoszczy, Gdańsku, oraz podobne szkoły w Bielsku-Białej (szkoła podstawowa "Skała" prowadzona przez Bielskie Stowarzyszenie Wspierania Edukacji i Rodziny "Światło"), Katowicach (Szkoła dla chłopcówKuźnica i Szkoła dla dziewcząt Płomień prowadzone przez Stowarzyszenie Na Rzecz Edukacji i Rodziny WĘGIELEK) oraz Białymstoku (prowadzone przez Stowarzyszenie Wspierania Edukacji i Rodziny STER). 
Pierwotnie przy zakładaniu Sternika obecne były w dużym stopniu osoby z Opus Dei. Jak podaje Gość Niedzielny, dziś stanowią one dużą mniejszość.